# حزب پیشرو (ایالات متحده آمریکا)
حزب پیشرو (FWD) یک کمیته اقدام سیاسی (PAC) است که به دنبال تشکیل یک حزب سیاسی میانه‌رو جدید در ایالات متحده آمریکا است. حزب پیشرو دارای یک حزب سیاسی وابسته در سطح ایالتی است که به دنبال دسترسی به رای‌گیری در ۲۹ ایالت تا سال ۲۰۲۳ و دسترسی به رای‌گیری در همهٔ ۵۰ ایالت تا سال ۲۰۲۴ است.